# William af Malmesbury
William af Malmesbury (født ca. 1080, død ca. 1143) var en engelsk historiker. Han havde også franske forfædre, men tilbragte hele livet i England, og store dele af det som munk i Malmesbury Abbey. 
Han kom til klosteret som ung mand, og den tidligste oplysning han giver, er, at han hjalp abbed Godfrey (abbed ca. 1081–1105) med at samle et bibliotek for menigheden. Han fik en alsidig uddannelse, men fokuserede på de fag, han brød sig mest om: moralfilosofi og historie. Efterhånden fik han samlet historieværker om andre lande og fik inspirationen til at skrive et værk om England efter samme opbygning som Bedas kirkehistorie.
Omkring 1120 udgav han den første udgave af Gesta regum anglorum (De engelske kongers handlinger). I 1125 fulgte Gesta pontificium anglorum (De engelske biskoppers handlinger). Nu arbejdede han  med teologiske temaer og udgav anden udgave af Gesta regum i 1127. Den var dediceret til jarlen Robert af Gloucester, som var litterært interesseret. Omkring 1128 kom en variant af Gesta regum anglorum,  Krøniken om englændernes konger.
William kendte biskop Roger af Salisbury, som havde et slot ved Malmesbury. Det ser ud til at være dette venskab, som førte til, at han i 1140 blev tilbudt embedet som abbed. Han afslog, da han foretrak at være bibliotekar.
Hans eneste kendte offentlige optræden er ved koncilet i Winchester i 1141, hvor kleresiet støttede "kejserinde" Matilda. Nu begyndte han på sin Historia novella (Ny historie) om hændelser efter 1125. Værket slutter brat i 1142 med et løfte om, at der vil blive skrevet en fortsættelse. Man antager at William døde, før han kunne arbejde videre. 
Han er en af de vigtigste engelske historikere i denne periode. Hans latin og den litterære kvalitet er fin særligt i forhold til hans samtid. Som historiker svækkes hans betydning noget af hans foragt for annaler. Det gør kronologien ustruktureret og tilfældig. Han har også en tendens til  diskurser. Hans kritiske sans, som han til tider viser er veludviklet, bliver ikke brugt til stadighed.  Han giver færre oplysninger om sin egen tid end  Orderic Vitalis, men han er den vigtigste kilde til personerne i det politiske spil efter den normanniske erobring af England i 1066.